# Міура Тосія
Тосія Міура (яп. 三浦 俊也, нар. 30 січня 1969, Камаїсі) — японський футбольний тренер, останнім місцем роботи якого в 2023 році була молодіжна збірна Таїланду. Переможець Джей-ліги 2 (як тренер).

## Кар'єра тренера
Тосія Міура у 70-80-х роках ХХ століття грав у японських аматорських клубах. Після закінчення університетув 1993 році розпочав тренерську кар'єру, увійшовши до тренерського штабу нижчолігового німецького клубу «БВ 04» (Дюссельдорф), де на різних посадах пропрацював до 1997 року.
У 1997 році Міура повернувся на батьківщину, де очолив клуб «Бруммель Сендай». У 1998 році тренер очолював інший японський клуб «Міто Холліхок».
У 2000 році Тосія Міура очолив клуб «Омія Ардія», в якому працював до 2001 року. У 2004 році тренер знову повернувся до «Омія Ардія», де цього разу працював до 2006 року. У 2007 році Міура очолив команду «Консадолє Саппоро», з якою в цьому році виграв Джей-лігу 2. З 2009 до 2010 року тренер очолював команду «Віссел» (Кобе), а з 2010 до 2011 року працював із командою «Ванфоре Кофу».
У 2014 році японський тренер очолив національну збірну В'єтнаму, одночасно очолюючи молодіжну збірну В'єтнаму. У 2014 році Міура очолював посилений варіант молодіжної збірної В'єтнаму на Азійських іграх 2014 року. У в'єтнамських збірних японський спеціаліст працював до 2016 року.
У 2018 році Тосія Міура повернувся до роботи у в'єтнамському футболі, очоливши клуб «Хошимін», з яким працював до 2018 року. У 2022 році тренер очолював японський клуб «Ґіфу».
Протягом 2023 року Тосія Міура очолював тренерський штаб юнацької збірної Таїланду віком до 19 років та молодіжної збірної Таїланду.

## Титули і досягнення

### Як тренера
- Переможець Джей-ліги 2 (1):

«Консадолє Саппоро»: 2007